# Peintres grecs aux XIXe et XXe siècles

Du début du XIXe siècle à nos jours, les peintres grecs ont eu une création qui a oscillé entre l'influence occidentale (Munich ou Paris principalement) et la revendication d'une spécificité nationale et culturelle. Les grands mouvements picturaux se retrouvent dans la peinture grecque (classicisme, impressionnisme, fauvisme, abstraction ou recherche ultracontemporaine) mais s'affirment aussi des influences spécifiques (icônes byzantines ou orientalisme). Les sujets sont grecs (guerre d'indépendance ou paysages méditerranéens) mais aussi ceux qu'on pourrait trouver ailleurs en Europe (marines ou portraits bourgeois).

## LeXIXesiècle

### La peinture grecque et l’indépendance

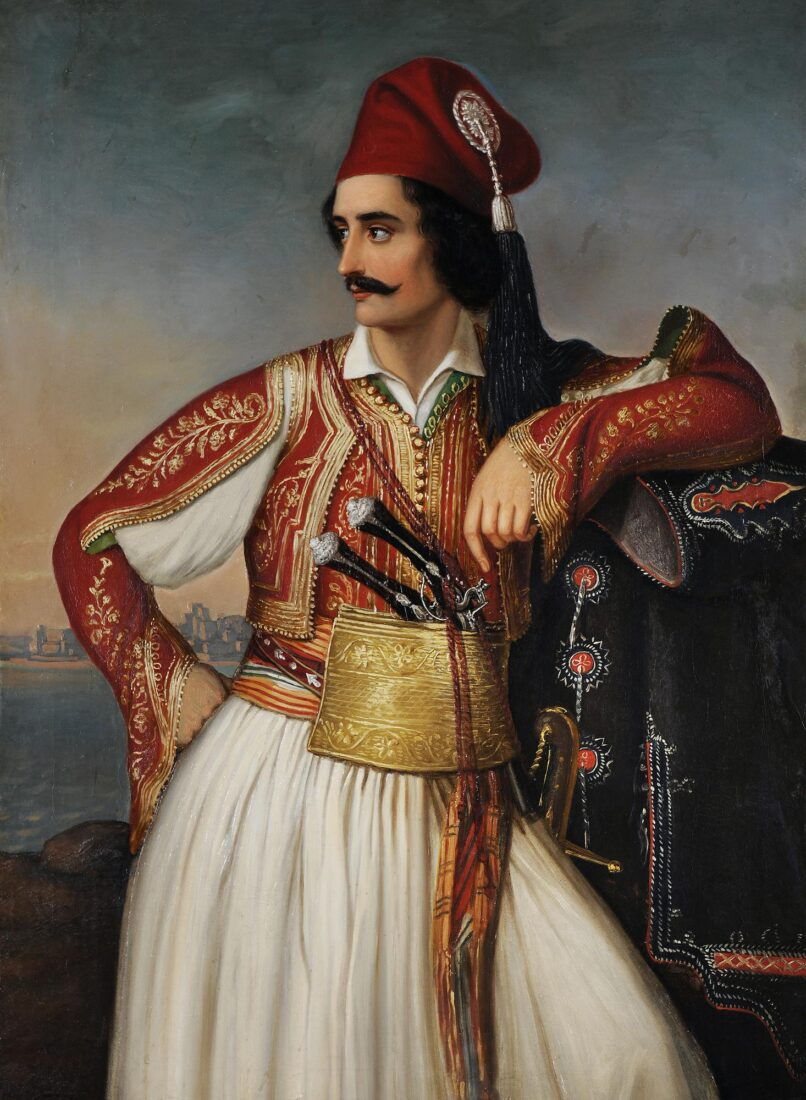
Anagnostopoulos par Theódoros Vryzákis
Pinacothèque nationale d'Athènes

Les historiens de l’art, grecs principalement, divergent à propos de la date de naissance de la peinture grecque contemporaine. Pour certains, elle serait apparue vers le milieu du XVIIe siècle, et ils incluent alors la dernière période de l’art byzantin. Pour d’autres, ce serait au XVIIIe siècle, sous l’influence des artistes italiens via les îles Ioniennes. Bien sûr, l’opinion la plus répandue fait apparaître l’art typiquement grec avec l’indépendance, au milieu des années 1830. Une chose est sûre : la peinture grecque contemporaine est marquée par les influences byzantines et italiennes.

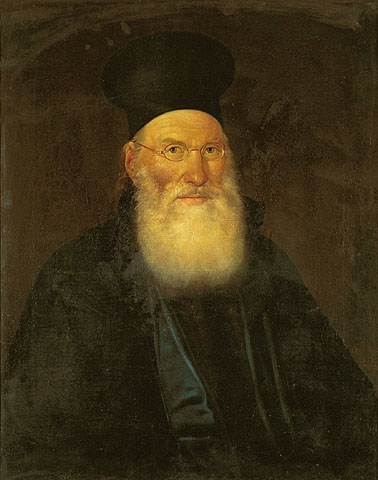
Theóklitos Farmakídis par Dionýsios Tsókos.
Pinacothèque nationale d'Athènes

Le passé et ses traditions restent très présents dans l’art du XIXe siècle. La première source d'inspiration fut la guerre d'indépendance grecque et ses héros idéalisés comme dans les œuvres de Theódoros Vryzákis et Dionýsios Tsókos. Les tableaux, totalement romantiques, restent malgré tout classiques dans la technique, avec une tendance à la précision dans le portrait. Les scènes de bataille sont nombreuses, mais, à la différence des philhellènes occidentaux, elles ne sont pas très violentes. Il en est de même pour les peintres de marine de la génération suivante, Konstantínos Volanákis et Ioánnis Altamoúras, lorsqu'ils représentent les combats navals entre Grecs et Ottomans.

### L’École de Munich

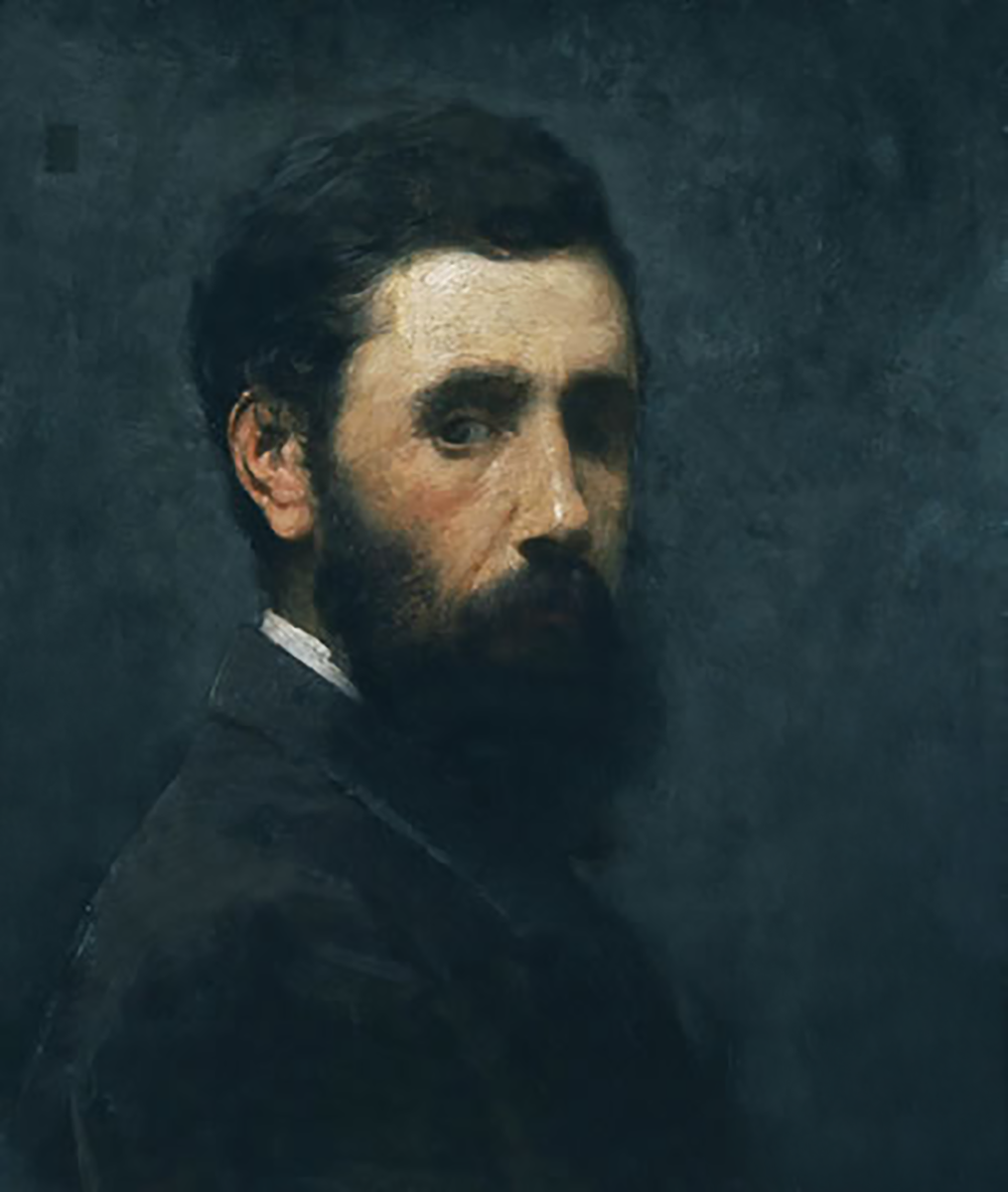
Nikifóros Lýtras, Autoportrait.
Pinacothèque nationale d'Athènes

Le règne d'Othon, fils de Louis Ier de Bavière, fit se tourner les peintres grecs vers Munich. L'influence allemande fut renforcée par la création en 1837 de l'École des Beaux-Arts d'Athènes (Ανώτατη Σχολή Καλών Τεχνών).  De 1853 à 1855, elle accueillit le professeur bavarois Ludwig Thiersch, qui renforça le lien très fort entre Munich et Athènes. Même si certains artistes grecs choisirent d'aller étudier à Copenhague, Paris ou Bruxelles, la plupart allaient à Munich, que Louis Ier aimait à faire appeler « Athènes sur Isar ». Là, ils s'imprégnèrent de l'académisme allemand, sous la direction de professeurs conservateurs esthétiquement, comme Karl von Piloty (1826-1886). Les thèmes majeurs restèrent alors le portrait et le tableau historique, dans un réalisme très académique. La peinture grecque ne différait donc pas fondamentalement de ce qui se faisait alors partout ailleurs en Europe.

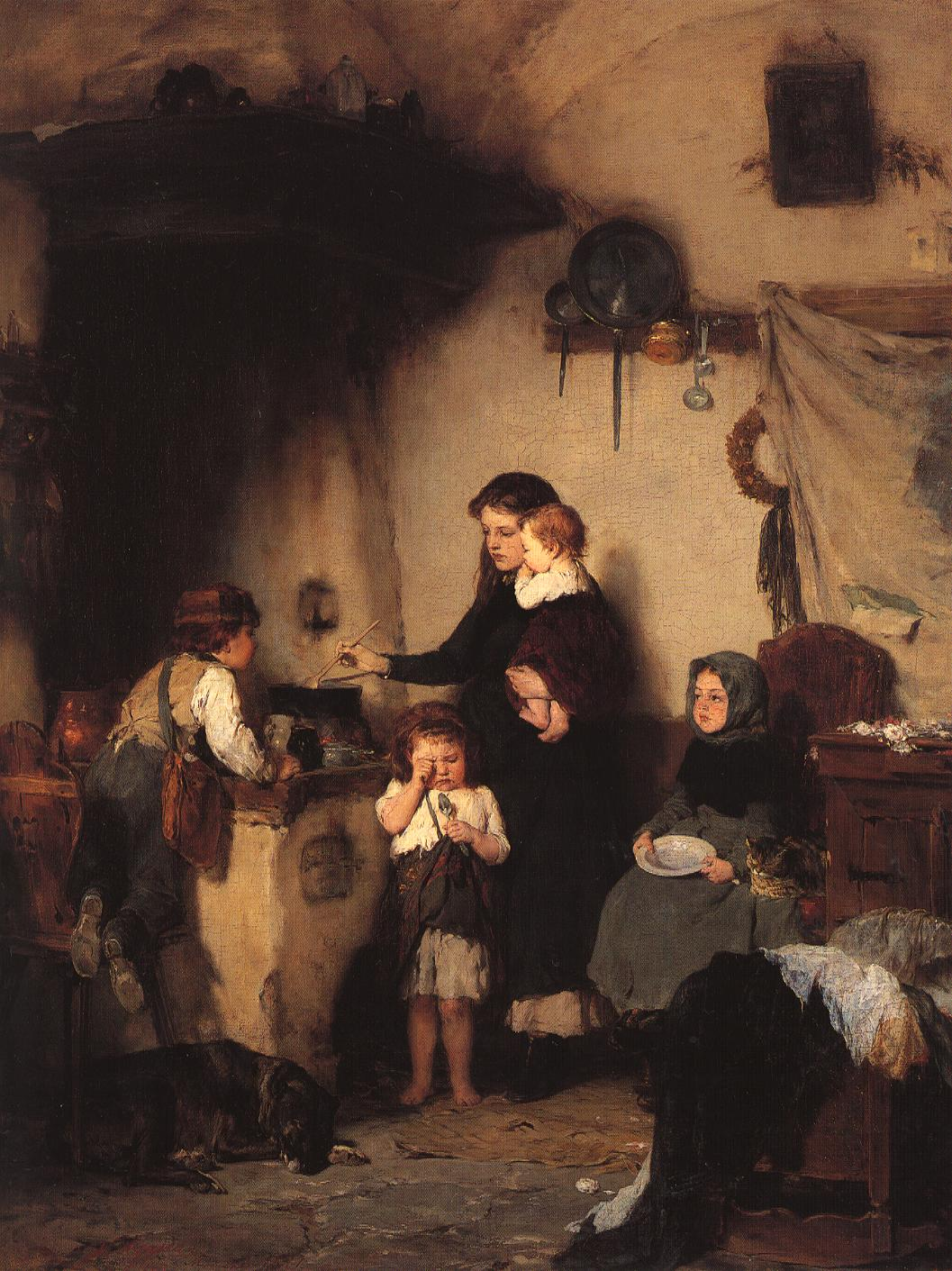
Exemple de l'École de Munich : Nikólaos Gýzis

La peinture de genre dominait avec de nombreuses représentations de la vie quotidienne, en ville ou à la campagne : scènes pastorales, fêtes paysannes ou funérailles. L'intérêt des artistes se portaient sur les détails d'architecture, des costumes traditionnels et des objets de la vie quotidienne. Le portrait quittait les combattants de la liberté pour passer aux marchands et aux bourgeois. Les maîtres de l'École de Munich furent Nikifóros Lýtras, Konstantínos Volanákis, Nikólaos Gýzis et Geórgios Iakovídis. Tous les quatre enseignèrent à l'École des Beaux-Arts d'Athènes, insufflant un peu d'orientalisme dans leurs œuvres, peut-être en souvenir de l'occupation ottomane, mais aussi grâce aux liens avec les communautés grecques d'Asie mineure. L'influence de l'enseignement de Nikifóros Lýtras fut telle qu'il est considéré comme le père de la peinture grecque contemporaine. Si Lýtras revint définitivement en Grèce, Gýzis, lui, resta en Allemagne et ne séjourna qu'épisodiquement dans son pays natal.

### L’impossible impressionnisme

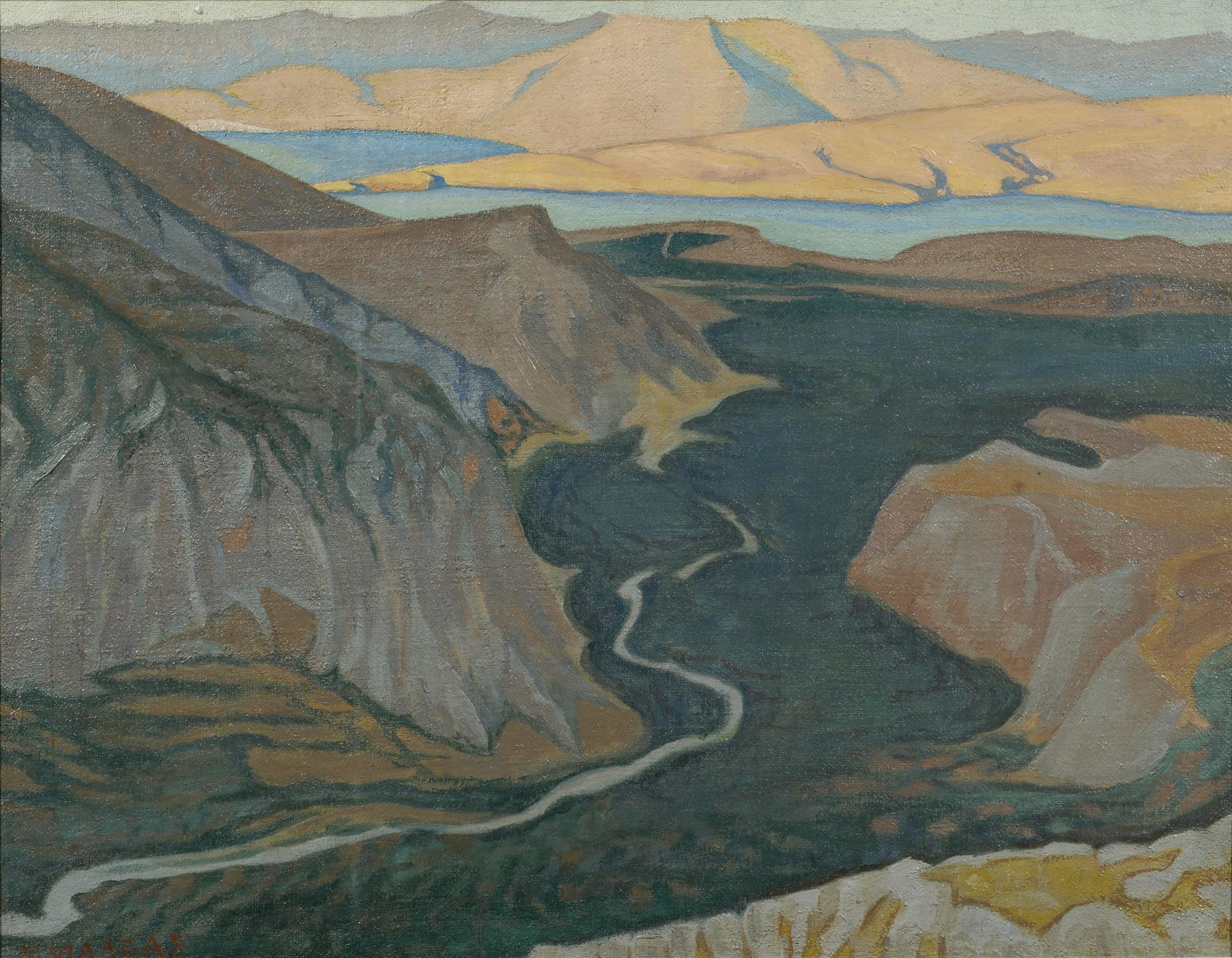
Delphes par Konstantínos Maléas.
Pinacothèque nationale d'Athènes

Dans le dernier quart du XIXe siècle, Paris supplanta rapidement Munich dans les travaux des peintres grecs. Les premières tentatives de se démarquer de l'académisme munichois et de se rapprocher de l'impressionnisme sont à mettre à l'actif de Périclès Pantazis. On reprochait de plus en plus à l'École de Munich son insistance sur le réalisme, sa palette sombre et ses larges coups de pinceaux. L'influence parisienne proposait de nouvelles façons de peindre, libérant l'œuvre d'art des limites du seul visible et ainsi, dépassant les imitations serviles du réel qu'on accusait Munich de promouvoir. Paris accordait aussi aux artistes le droit à la subjectivité et laissait une grande liberté d'expression. Il n'y avait pas que les artistes ayant étudié dans les autres académies européennes à être marqués par les innovations avant-gardistes parisiennes, les anciens élèves de Munich l'étaient aussi. Geórgios Chatzópoulos (en) et Symeón Savvídis (en), par exemple, tous deux anciens élèves de Gýzis à l'Académie de Munich, se démarquèrent des conventions munichoises en se rapprochant de l'impressionnisme mais aussi en insistant beaucoup plus sur la couleur.
En Grèce, l'impressionnisme donna une nouvelle jeunesse à la peinture. Bien sûr, ce mouvement nouveau eut des difficultés à se faire reconnaître puis à se faire accepter, voire il eut des difficultés pour simplement durer. Il ne fut en effet pas très bien compris. Il rencontra un certain nombre de problèmes, parfois très simples. Né en Europe du Nord, l'impressionnisme était conçu pour une peinture en extérieur dans l'air léger du Nord. Les sujets, enveloppés par les coups de pinceaux rapides de l'impressionnisme perdaient la vivacité de leurs contours et la pureté de leurs couleurs. Mais, la lumière méditerranéenne est très vive. Les peintres grecs rendirent cet aspect grâce à des surfaces diffuses, des formes hardies, une absence de détails et une palette chromatique forte. Il y eut donc une adaptation de la technique impressionniste du Nord avec une dilution des formes, une fragmentation de la tonalité chromatique et un arrangement de couleurs pures. Les paysages grecs se prêtaient plus aux courants post-impressionnistes comme les Nabis, le fauvisme et l'expressionnisme. On le voit dans les œuvres de Konstantínos Maléas, Michális Ikonómou ou Spýros Papaloukás. Ce mouvement de renouveau pictural fut défendu par le groupe Techni (Art), créé en 1917 par des artistes et des critiques d'art.
Bien sûr, l'académisme munichois survécut. On en trouve encore des exemples dans les années 1920. Spyrídon Vikátos (en) continuait à peindre de façon réaliste, avec des couleurs sombres et de larges coups de pinceau.

## LeXXesiècle
L'enseignement à l'École des beaux-arts d'Athènes changea grâce à Nikólaos Lýtras, le fils de Nikifóros Lýtras, et à Konstantínos Parthénis. Lýtras introduisit le concept de dessin libre et expressif recouvert d'une épaisse couche de peinture, comme on peut le voir chez les Fauves français et les expressionnistes allemands. Parthénis proposa un changement radical dans les thèmes, les formes et les couleurs, grâce à sa grande connaissance de la tradition picturale populaire grecque, de l'Antiquité à la fin de la période byzantine. Il suggérait aussi de se tourner vers la Sécession viennoise. Le résultat donnait des tableaux poétiques, évocateurs et très spirituels. Son influence se lit dans les œuvres de Konstantínos Maléas et Spýros Papaloukás.

### La Génération des Années 1930et la Grécité

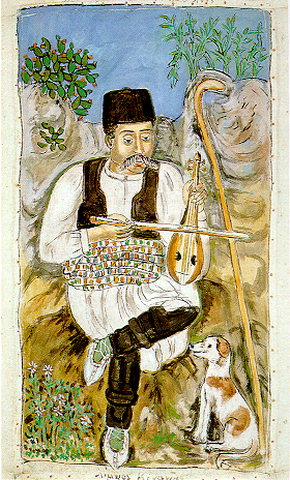
Joueur de lyre de Lemnos par Theophilos Hadjimichail.
Musée Theophilos, Mytilène

Les artistes grecs nés aux environs de 1900 sont connus comme la Génération des années 1930. Ils étaient devenus adultes pendant la Première Guerre mondiale et, pour certains, participèrent aux campagnes infructueuses en Asie mineure, voire furent les témoins privilégiés du désastre de 1922 (la Grande Catastrophe). Ils furent alors très réceptifs aux nouveaux courants picturaux qui apparurent en Europe occidentale : le fauvisme, l'expressionnisme, le cubisme, la peinture métaphysique, l'abstraction et le surréalisme. Cependant, les mouvements purement intellectuels comme le cubisme et l'abstraction ne furent pas très bien acceptés en Grèce, même chez les peintres. La nouvelle liberté d'expression et la subjectivité revendiquée dans le choix des sujets les firent plutôt se tourner vers des thèmes grecs.
La génération des années 1930 sut ainsi conjuguer les influences occidentales et orientales. Elle se tourna vers le passé byzantin et l'art populaire. Mais, ce retour à la tradition grecque passait par une réinterprétation de cette tradition par l'art moderne. La tragédie d'Asie Mineure ne fut pas étrangère à ce retour vers la vie et l'art hellénique. L'art populaire surtout devint le moyen de la rédemption pour l'art moderne. Le peintre naïf issu des classes populaires, Theophilos Hadjimichail fut un des modèles les plus admirés. Fótis Kóntoglou, par exemple, prêchait pour un retour aux traditions byzantines et pour une rupture totale avec l'Occident. Il rejetait des techniques occidentales qu'il connaissait bien, qu'il maîtrisait et qu'il avait, pour grand nombre d'entre elles, expérimentées. Níkos Engonópoulos, un surréaliste, disait (dans Pour Kóntoglou : « L'art byzantin est si réel, si proche des anciennes écoles authentiques mais aussi des écoles modernes ! Avec son dessin clair et sa couleur claire, avec ses lois sévères et justes ! ». On considère que le surréalisme grec fut une forme atténuée ou modérée du surréalisme occidental, français surtout. Il ne fut pas nihiliste. Il sut même s'accommoder des notions de famille, patrie et surtout de religion que pourtant rejetait le Second Manifeste. En fait, la Grèce ne devait pas faire face en ce début de XXe siècle aux mêmes problèmes que l'Occident. Sa principale préoccupation était d'achever l'unité nationale, d'un point de vue géographique et identitaire. La civilisation capitaliste industrielle n'était pas si présente et menaçante.
En 1934, la Grèce ouvrit un pavillon national à la Biennale de Venise. Elle participe à l'événement sans interruption depuis. En 1938, Konstantínos Parthénis et Ángelos Theodorópoulos (el) (ainsi que le sculpteur Michaḯl Tómbros) furent les représentants que la Grèce envoya à Venise.

### L’après-guerre
Entre 1930 et 1960, au lendemain de la guerre civile qui avait frappé la société hellénique, l'évolution de l'art grec fut rapide : Georges Bouzianis (1885-1959), proche des expressionnistes allemands des années 1930, Yánnis Spyrópoulos (1912-1990), Alékos Kondópoulos (1905-1975) ou Alékos Fassianós (né en 1935), pour n'en citer que quelques-uns, y ont contribué. C'est aussi le cas d'Álkis Pierrákos (né en 1920) qui, à son arrivée à Paris, confirma dans son art sa constante principale, l'expressionnisme après avoir fréquenté à Londres en 1950 l'expressionniste autrichien Oskar Kokoschka.
En 1945, le gouvernement français aida un grand nombre de jeunes artistes grecs à fuir les conséquences de la guerre civile. Ils se réfugièrent à Paris. Paris retrouvait ainsi son rôle prépondérant dans l'art grec en général. Les peintres grecs du XXe siècle ont tous été inspirés par les courants qui ont traversé les arts plastiques en France. Certains d'entre eux y participèrent, tels Konstantínos Parthénis (1878-1967) qui influença fortement ses élèves et amis dont Diamantís Diamantópoulos (el) (1914-1995), Yannis Tsarouchis (1910-1989) et Níkos Chatzikyriákos-Ghíkas (1906-1994). D'autres ont simplement profité directement ou indirectement de ce climat, comme Fótis Kóntoglou (1896-1951) qui redécouvrit la beauté de l'icône ou ce même Tsarouchis dans son univers de cafés et de port.
En 1960, Yannis Spyropoulos obtint le Prix de l’UNESCO de la Biennale de Venise avec l’Oracle. Il est considéré comme le plus grand peintre abstrait de Grèce.

### La création ultracontemporaine
Il est de nos jours de plus en plus difficile de réduire les artistes contemporains à une seule catégorie. Les frontières entre plasticiens, sculpteurs, vidéastes ou peintres tendent à être de plus en plus floues.
La génération actuelle est représentée par un artiste comme Ilías Papailiákis qui exposa, avec Níkos Navrídis (vidéaste) et Érsi Hatziargyroú (plasticienne), à la Biennale de Venise en 2001. Ses tableaux, le plus souvent de petit format, ont des thèmes plutôt violents. On y retrouve le mélange qui fait la culture de nos sociétés contemporaines : le baroque de la Contre-Réforme, Rubens, les natures-mortes flamandes, les portraits psychologisant espagnols, les tableaux des peintres grecs qui l'ont précédé, les thèmes des mythologies grecque et chrétienne, les désirs et fantasmes psychologiques et sexuels qui s'expriment sur le net et les grandes dates de l'Histoire de la Grèce. Ainsi, dans Democracy is the Opposite of Ingratitude, sa dernière exposition à Athènes, on retrouve une chute des anges déchus (Next Day), une parodie de L'École secrète de Nikólaos Gýzis ou un Boy Toy proche des photographies pornographiques qui circulent sur le net.

## Liste des peintres grecs desXIXeetXXesiècles
- Dimitris Koukos (1948 - )
- Aléxis Akrithákis (en) (1939 - 1994)
- Ioánnis Altamoúras (1852 - 1878) fils d'Eléni Boúkoura-Altamoúra
- Constantin Andréou (1917 - 2007)
- Umvertos Argyros (1877 - 1963)
- Agenor Asteriadis (Larissa 1898 - 1977)
- Stratis Axiotis (1907 - 1994)
- Vikéntios Bokastsiábis (1856-1932)
- Eléni Boúkoura-Altamoúra (1821 - 1900) mère de Ioánnis Altamoúras
- Georges Bouzianis (1885 - 1959)
- Giórgos Charvaliás (1956 - )
- Geórgios Chatzópoulos (en) (1858 - 1935)
- John Christoforou (né en 1921)
- Éktor Doúkas (en) (1886 - 1969)
- E. Economou (1823 - 1887)
- Níkos Engonópoulos (1907 - 1986)
- Thanássis Exarchópoulos (1927 - 2021)
- Alekos Fassianos (1935 - )
- Thalia Flora-Karavia (1871 - 1960)
- Giánnis Gaḯtis (1923-1984)
- Démétrios Galanis (1879 - 1966)
- Nikólaos Gýzis (1842 - 1901)
- Kóstas Grammatópoulos (1916 - 2003)
- Geórgios Iakovídis (1853 - 1932)
- Giánnis Kefallinós (1894 - 1957)
- Nikos Kessanlis (1930 - 2004)
- Níkos Chatzikyriákos-Ghíkas (Athènes, 1906 - 1994)

- V. Khatzis (1870 - 1915)

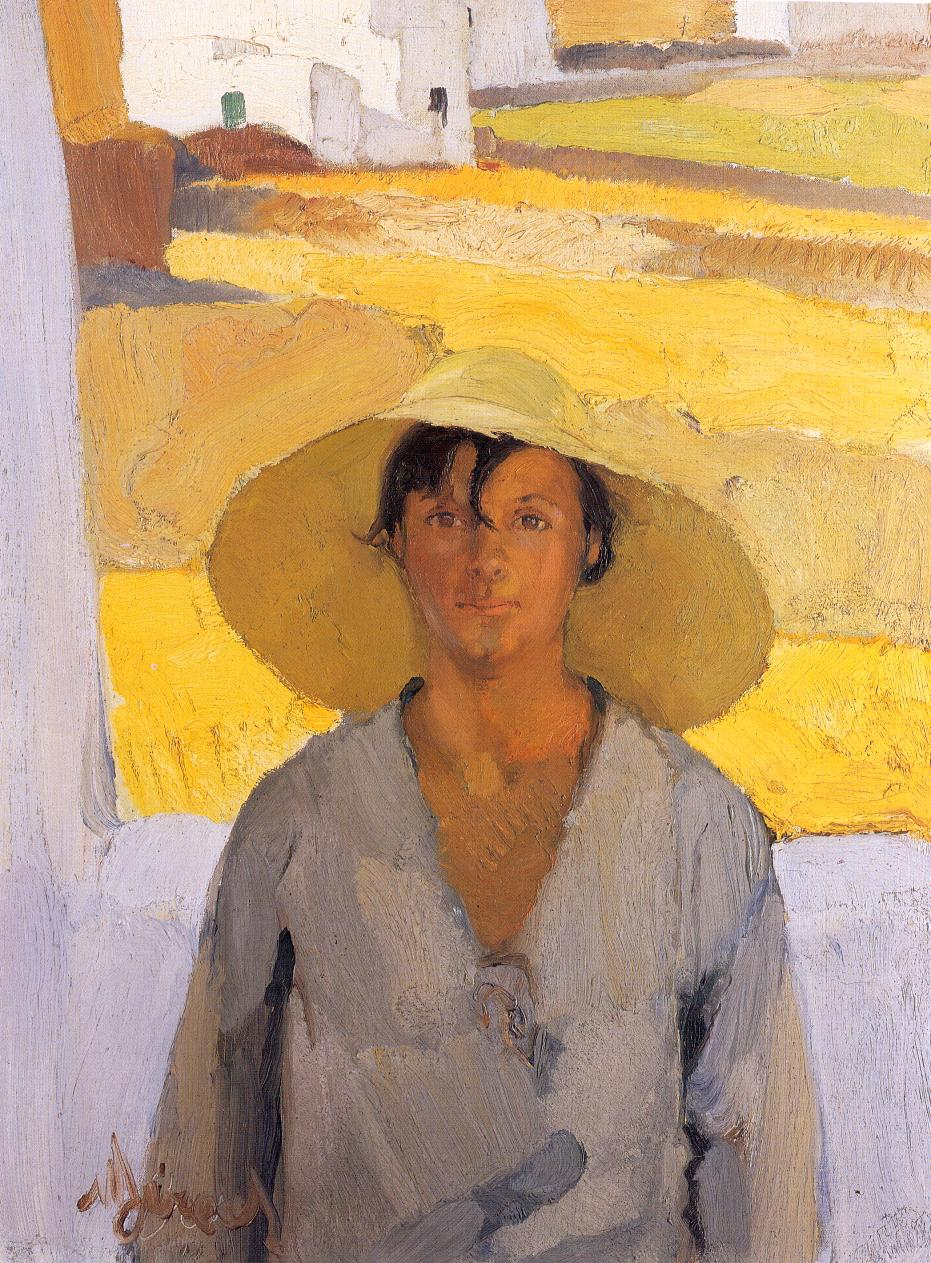
Le Chapeau de paille par Nikólaos Lýtras.
Pinacothèque nationale, Athènes

- Anna Kindynis-Maroudis (1914 - 2003)
- Lykoúrgos Kogevínas (el) (1887 - 1940)
- Alexos Kontouplos (1905 - 1975)
- Fótis Kóntoglou (?1898 - 1965)
- N. Kounellakis (1828 - 1869)
- Jannis Kounellis
- Vicenzo Lanza (1822 - 1902)
- Nikifóros Lýtras (1832 - 1904)
- Nikólaos Lýtras (1883 - 1927) fils de Nikifóros Lýtras
- Constantin Macris (1917-1984)
- Georgios Margaritis
- Fílippos Margarítis (1810 - 1892)
- Konstantínos Maléas (1879 - 1928)
- Yorgos Mavroidis
- Mayo (1905 - 1990)
- Georgas Michalis
- Yiánnis Móralis (1916 - 2009)
- Georgios Moschos (1906 - 1999)
- Dimítris Mytarás (1934 - 2017)
- Níkos Nikoláou (en) (1909 - 1986)
- Périclès Pantazis (1849 - 1884)
- Thomas Papadoperakis (1943 - 2002)
- Ilias Papailiakis (1970 - )
- Spýros Papaloukás (1892 - 1957)
- Konstantínos Parthénis (Alexandrie 1878 - 1967)
- Triantáfyllos Patraskídis (né à Dráma en 1946)
- Dimitrios Pelekasis
- Álkis Pierrákos (né à Thessalonique en 1920)
- Geórgios Prokopíou (Smyrne 1876 - 1940)
- Symeón Savvídis (en) (1859 - 1927)
- Dimítrios Souliótis (1966-)
- Yannis Spyropoulos (1912 - 1990)
- Theodoros Stamos (1922 - 1997)
- Yannis Stavrou (1948 - )
- Giannis Svoronos
- Ángelos Theodorópoulos (el) (1883 - 1965)
- Theophilos (1868 - 1934)
- Ánna-María Tsakáli (1959 - )
- Yannis Tsarouchis (1910 - 1989)
- Panagiótis Tétsis (1926 - 2016)
- Triantaphyllou
- Dionýsios Tsókos (1820 - 1862)
- Yórgos Vakaló (el) (1902 - 1991)
- Georgios Velissaridis (1909 - 1994)
- Loukás Venetoúlias (1930 - 1984)
- Spyrídon Vikátos (en) (1878 - 1960)
- Konstantínos Volanákis (1837 - 1907)
- Theódoros Vryzákis (1814 - 1878)
- Constantin Xenakis (1931 - 2020)
- Ioannis Zacharias (1845 - peu après 1873)
- Aristotélis Záchos (1871 - 1939)
- Fónis Zoglopítis (1930 - 2015)

## GalerieXIXesiècle

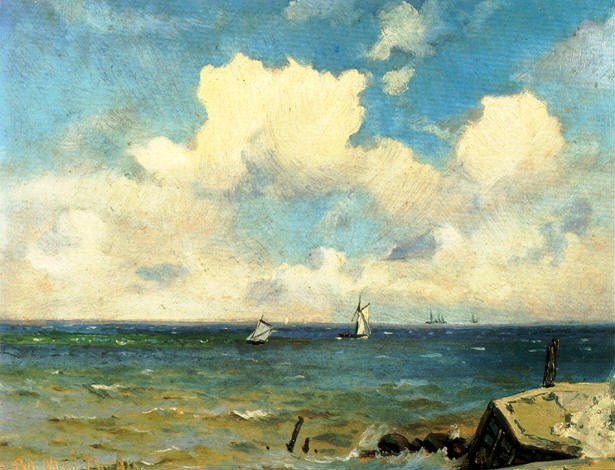
Ioánnis Altamoúras, Marine (1875)
Nikólaos Gýzis, Guerrier oriental
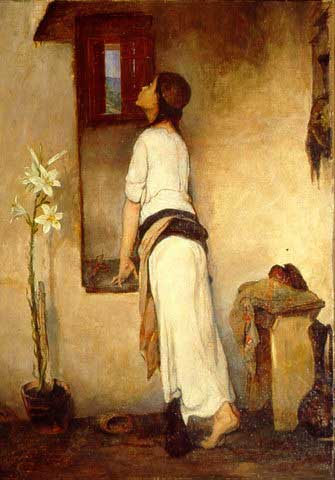
Nikifóros Lýtras, Pinacothèque nationale, Athènes
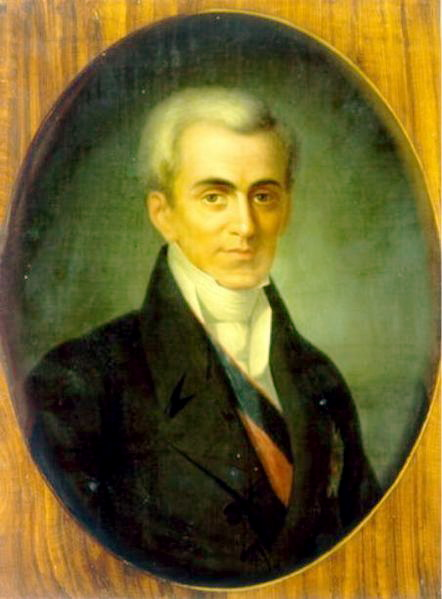
Dionýsios Tsókos, Ioánnis Kapodístrias, Pinacothèque nationale, Athènes
Konstantínos Volanákis, Marine
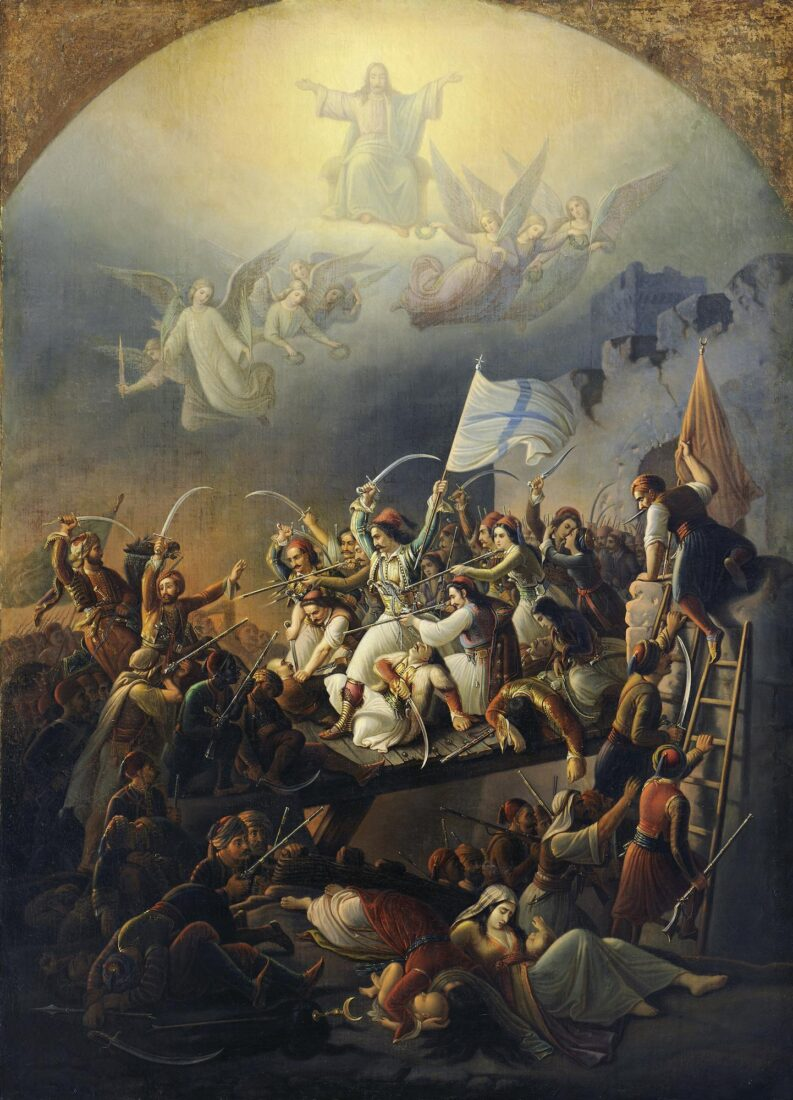
Theódoros Vryzákis, La Sortie de Missolonghi, Pinacothèque nationale, Athènes
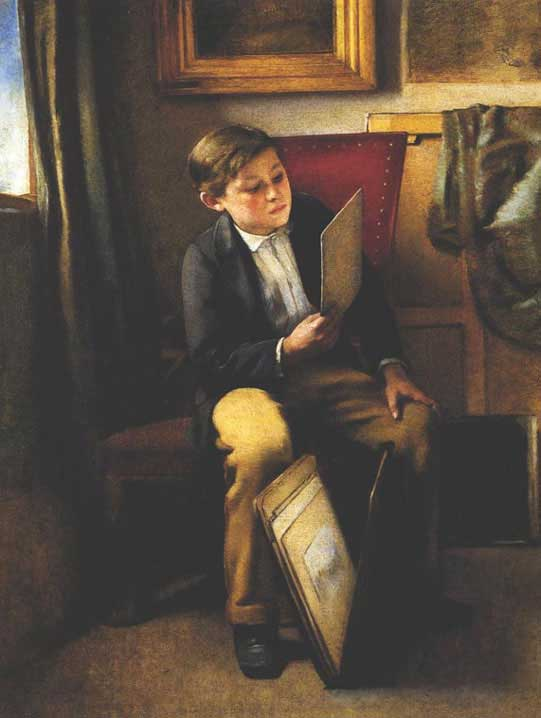
Ioannis Zacharias, L'Étudiant, Pinacothèque nationale, Athènes
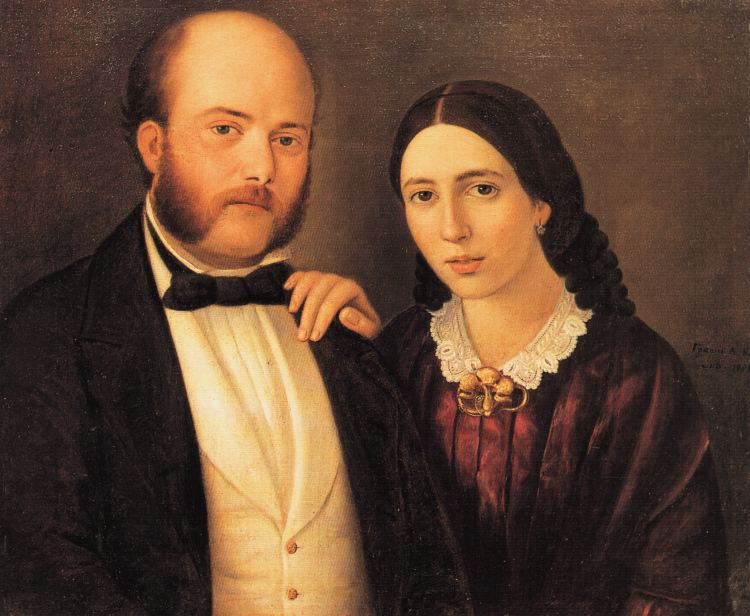
Dionysos Kallyvokas, Portrait d'un couple, Pinacothèque nationale, Athènes

## GalerieXXesiècle
- Vous pouvez consulter des reproductions de tableaux récents, encore sous copyright, directement avec les liens suivants, auprès de la Fondation Teloglion (http://web.auth.gr/teloglion/ergomina.en.html) :
  - Giannis Svoronos, Basement : 
  - Giannis Svoronos, Sans titre : 
  - Yiorgos Vakalo, Paysage marin :
- La dernière exposition d'Ilias Papailiakis (Galerie The Breeder, Athènes) :